# Borowe (powiat mławski)
Borowe – wieś w Polsce położona w województwie mazowieckim, w powiecie mławskim, w gminie Lipowiec Kościelny.
W latach 1975–1998 miejscowość należała administracyjnie do województwa ciechanowskiego.